# 4039 Souseki
4039 Souseki è un asteroide della fascia principale. Scoperto nel 1987, presenta un'orbita caratterizzata da un semiasse maggiore pari a 2,4169147 UA e da un'eccentricità di 0,0625229, inclinata di 5,05064° rispetto all'eclittica.